# دوبال‌میوه تیز
دوبال‌میوه تیز (نام علمی: Dipterocarpus cuspidatus) نام یک گونه از سرده دوبال‌میوه‌ها است.